# Tập đoàn quân 24 (Liên Xô)
Tập đoàn quân 24 là một đơn vị quân sự chiến lược cấp tập đoàn quân của Hồng quân Liên Xô, được hình thành vào năm 1941 và hoạt động trong thời gian Chiến tranh thế giới thứ hai. Lực lượng này đã bị giải tán và cải tổ một số lần trong chiến tranh.

## Thành lập lần đầu tiên
Bộ chỉ huy tập đoàn quân, được hình thành từ Bộ chỉ huy Quân khu Siberia; theo chỉ thị của Bộ Tổng tham mưu ngày 25 tháng 6 năm 1941 đã đến Vyazma vào ngày 28 tháng 6 năm 1941, chấp nhận điều động đến khu vực này sáu sư đoàn súng trường Siberia của bộ chỉ huy tói cao lực lượng dự bị (RVGK). Tham gia vào Chiến dịch Yelnya tháng 8 đến tháng 9 năm 1941. Trụ sở chính bị giải tán vào ngày 10 tháng 10 năm 1941, bị phá hủy trong Chiến dịch phòng thủ Vyazma.

Biên chế ngày 1 tháng 9 năm 1941:
| Sư đoàn súng trường cơ giới 19 Sư đoàn súng trường 100 Sư đoàn súng trường 106 Sư đoàn súng trường 107 Sư đoàn súng trường 120 Sư đoàn súng trường 303 Sư đoàn súng trường 309 Sư đoàn dân quân Mátxcơva số 6 Trung đoàn pháo binh 275 Trung đoàn pháo binh Quân đoàn 488 Trung đoàn pháo binh 685 Trung đoàn pháo binh 305 Trung đoàn pháo binh 573 Trung đoàn lựu pháo 105 (RVGK) Trung đoàn lựu pháo 544 (RVGK) Trung đoàn pháo chống tăng 533 Trung đoàn pháo chống tăng 879 Trung đoàn pháo chống tăng 880 Tiểu đoàn súng cối 24 Sư đoàn xe tăng 102 Sư đoàn xe tăng 105 Sư đoàn cơ giới 103 Tiểu đoàn công binh 37 Tiểu đoàn công binh 88 Tiểu đoàn công binh cơ giới 103 Tiểu đoàn cầu phao cơ giới 56 Sư đoàn không quân hỗn hợp 38 Trung đoàn không quân tiêm kích 10 Trung đoàn không quân tiêm kích 163 Trung đoàn máy bay ném bom 50 Trung đoàn không quân cường kích 77 | Biên chế ngày 1 tháng 10 năm 1941: Sư đoàn súng trường cơ giới 19 Sư đoàn súng trường 103 Sư đoàn súng trường 106 Sư đoàn súng trường 139(II) Sư đoàn súng trường 170 Sư đoàn súng trường 309 Trung đoàn pháo binh 275 Trung đoàn pháo binh 305 Trung đoàn pháo binh 573 Trung đoàn lựu pháo 103 (RVGK) Trung đoàn lựu pháo 105 (RVGK) Trung đoàn lựu pháo 544 (RVGK) Trung đoàn pháo chống tăng 879 Trung đoàn pháo chống tăng 880 Tiểu đoàn pháo binh 42 Tiểu đoàn súng cối 24 Lữ đoàn xe tăng 144 Lữ đoàn xe tăng 146 Tiểu đoàn công binh 37 Tiểu đoàn công binh 88 Tiểu đoàn công binh cơ giới 103 Tiểu đoàn cầu phao cơ giới 56 Sư đoàn không quân hỗn hợp 38 Trung đoàn không quân tiêm kích 10 Trung đoàn không quân cường kích 66 |

## Thành lập lần 2
Được cải tổ từ ngày 9 tháng 12 năm 1941 đến ngày 4 tháng 1 năm 1942 khi nó được đổi tên thành Tập đoàn quân Dự bị số 1 (II). Tập đoàn quân được bổ sung Sư đoàn Súng trường 385 trong chưa đầy một tháng. Đơn vị vẫn ở trong Khu vực Phòng thủ Mátxcơva cho đến tháng 4 năm 1942 mà không có lực lượng nào trong thành phần.

## Thành lập lần 3
Được cải tổ một lần nữa vào ngày 20 tháng 5 năm 1942, từ một Nhóm Tác chiến dưới quyền chỉ huy của Thiếu tướng Aleksei Grechkin  khi được giao nhiệm vụ tại Phương diện quân Nam. Tập đoàn quân tập trung ở khu vực Salsk, Rostov Oblast. Đơn vị sau đó được chuyển đến Phương diện quân Bắc Kavkaz vào ngày 28 tháng 7. Vào đầu tháng 8, đơn vị được được chuyển giao cho các Tập đoàn quân 12 và 37, và trụ sở của nó được chuyển đến Grozny, Cộng hòa Chechnya, Liên Xô, nơi nó được phân về Phương diện quân Transcaucasian. Đơn vị bị giải tán vào ngày 23 tháng 8 và các bộ chỉ huy được sử dụng để thành lập Quân đoàn 58(II) vào ngày 28 tháng 8 năm 1942:
Biên chế ngày 1 tháng 6 năm 1942:
Sư đoàn súng trường số 73
Sư đoàn súng trường 140
Sư đoàn súng trường 228
Sư đoàn súng trường 255
Tiểu đoàn đặc công 1660
Tiểu đoàn đặc công 1663
Vào ngày 1 tháng 8, chỉ có các Tiểu đoàn Đặc công vẫn được giao cho Tập đoàn quân

## Thành lập lần 4
Ngay sau đó được cải tổ một lần nữa như một phần của phương diện quân Stalingrad từ Tập đoàn quân dự bị số 9 vào ngày 1 tháng 9 năm 1942. Đơn vị đã tham gia Trận chiến Stalingrad như một phần của cả Phương diện quân Stalingrad và Don. Vào tháng 3 - tháng 4 năm 1943 được chuyển đến khu vực Voronezh và được giao cho Quân khu Thảo nguyên như một phần của lực lượng dự bị STAVKA để tái thiết. Được đổi tên thành Tập đoàn quân cận vệ 4 vào tháng 5 năm 1943.
| Biên chế tính đến ngày 1 tháng 9 năm 1942:: Sư đoàn súng trường 173 Sư đoàn súng trường 207 Sư đoàn súng trường 221 Sư đoàn súng trường 292 Sư đoàn súng trường 308 Trung đoàn pháo binh 1166 Trung đoàn pháo chống tăng 383 Trung đoàn súng cối 136 Trung đoàn pháo phòng không 247 Trung đoàn pháo phòng không 278 Lữ đoàn xe tăng 217 | Biên chế ngày 1 tháng 5 năm 1943:: Quân đoàn súng trường cận vệ 20 Sư đoàn Dù cận vệ 5 Sư đoàn dù cận vệ 7 Sư đoàn dù cận vệ 8 Quân đoàn súng trường cận vệ 21 Sư đoàn súng trường cận vệ 68 Sư đoàn súng trường cận vệ 69 Sư đoàn súng trường 84 Sư đoàn súng trường 214 Sư đoàn súng trường 233 Sư đoàn súng trường 252 Trung đoàn diệt tăng 452 Trung đoàn diệt tăng 1317 Trung đoàn súng cối 466 Sư đoàn phòng không số 27 Trung đoàn pháo phòng không 1354 Trung đoàn pháo phòng không 1358 Trung đoàn pháo phòng không 1364 Trung đoàn pháo phòng không 1354 Tiểu đoàn công binh 48 |

## Các chỉ huy
- Trung tướng Stepan Kalinin - (26 tháng 6 - 15 tháng 7 năm 1941)[11]
- Thiếu tướng Konstantin Rakutin - (15 tháng 7 - 7 tháng 10 năm 1941) (KIA) [12]
- Thiếu tướng Mikhail Ivanov - (10 tháng 12 năm 1941 - 17 tháng 3 năm 1942)[13]
- Thiếu tướng Pháo binh Yakov Broud - (17 tháng 3 - 1 tháng 5 năm 1942)[14]
- Trung tướng Ilia Smirnov - (12 tháng 5 - 15 tháng 7 năm 1942) [15]
- Thiếu tướng Vladimir Martsinkevich - (15 tháng 7 - 6 tháng 8 năm 1942)[16]
- Thiếu tướng Vasily Khomenko (NKVD) - (7–23 tháng 8 năm 1942)[17]
- Thiếu tướng Dmitry Kozlov - (tháng 8 đến tháng 10 năm 1942)[18]
- Thiếu tướng (Trung tướng tháng 1 năm 1943) Ivan Galanin (tháng 10 năm 1942 - tháng 4 năm 1943)[19]
- Trung tướng Aleksandr Gorbatov - (tháng 4 năm 1943)[20]
- Thiếu tướng German Tarasov [21]
- Trung tướng Grigory Kulik (tháng 4 năm 1943)[22]